# Segbwema
Segbwema – miasto w Sierra Leone, w Prowincji Wschodniej. Według danych szacunkowych na rok 2004 liczy 7 961 mieszkańców (dane z 2004).